# Bucheckmühle
Bucheckmühle ist ein Gemeindeteil der Marktes Stammbach im Landkreis Hof (Oberfranken, Bayern). Bucheckmühle liegt in der Gemarkung Fleisnitz.

## Geografie
Die Einöde liegt am Rieglersbach, einem linken Zufluss der Ölschnitz. Ein Wirtschaftsweg führt die Bundesautobahn 9 unterquerend nach Altpoppenreuth (0,7 km nördlich) bzw. die A 9 unterquerend nach Bucheckeinzel (0,6 km südwestlich).

## Geschichte
Gegen Ende des 18. Jahrhunderts bestand Bucheckmühle aus einem Anwesen. Die Hochgerichtsbarkeit stand dem bayreuthischen Oberamt Gefrees zu. Das bayreuthische Kastenamt Stockenroth war Grundherr der Mühle.
Von 1797 bis 1810 unterstand Bucheckmühle dem Justiz- und Kammeramt Gefrees. Infolge des Ersten Gemeindeedikts wurde Bucheckmühle dem 1812 gebildeten Steuerdistrikt Streitau und der zugleich entstandenen Ruralgemeinde Fleisnitz zugewiesen. 1938 erfolgte die Eingemeindung nach Stammbach.

### Einwohnerentwicklung
| Jahr      | 1799  | 1812  | 1819   | 1861   | 1871   | 1885   | 1900   | 1925   | 1950   | 1961   | 1970   | 1987  |
| Einwohner | 6     | 4     | *      | 5      | 6      | 7      | 6      | 5      | 5      | 6      | 2      | 2     |
| Häuser    | 2     | 1     |        |        |        | 1      | 1      | 1      | 1      | 1      |        | 1     |
| Quelle    | [ 9 ] | [ 6 ] | [ 10 ] | [ 11 ] | [ 12 ] | [ 13 ] | [ 14 ] | [ 15 ] | [ 16 ] | [ 17 ] | [ 18 ] | [ 1 ] |

## Religion
Bucheckmühle ist evangelisch-lutherisch geprägt und war ursprünglich nach St. Gallus (Zell im Fichtelgebirge) gepfarrt, seit dem 19. Jahrhundert ist St. Maria (Stammbach) zuständig.